# Stacked Actors
Stacked Actors – singel amerykańskiego zespołu Foo Fighters z albumu There Is Nothing Left to Lose, wydany w 2000. Utwór został wydany jako limitowana edycja wyłącznie w Australii, choć był też odtwarzany w stacjach radiowych w innych krajach.
Utwór został wykorzystany w muzycznej grze komputerowej Guitar Hero: Metallica, a także jest dostępny do ściągnięcia w grze Rock Band 3.

## Lista utworów
1. „Stacked Actors” – 4:18
2. „Ain’t It the Life” (wersja akustyczna)
3. „Floaty” (wersja akustyczna)

## Listy przebojów
| Lista przebojów (2000) | Pozycja |
| ---------------------- | ------- |
| Modern Rock Tracks     | 25      |
| Mainstream Rock Tracks | 9       |